# Зибенайхен
Зибенайхен (нем. Siebeneichen) — община в Германии, в земле Шлезвиг-Гольштейн. 
Входит в состав района Герцогство Лауэнбург. Подчиняется управлению Бюхен.  Население составляет 272 человека (на 31 декабря 2010 года). Занимает площадь 4,68 км².